# Leucania thomasi
Leucania thomasi är en fjärilsart som beskrevs av Hacker, Hreblay och Plante 1993. Leucania thomasi ingår i släktet Leucania och familjen nattflyn. Inga underarter finns listade i Catalogue of Life.